# 德米特里·米哈伊洛维奇·博布鲁克-沃伦斯基
德米特里·米哈伊洛维奇·博布鲁克-沃伦斯基（俄语：Дми́трий Миха́йлович Бобро́к Волы́нский，?—?）是莫斯科大公國大公德米特里·顿斯科伊的将军、姐夫以及莫斯科大公國波雅尔。他于1371年率领莫斯科大公國军队與梁贊大公國軍隊交戰，又於1376年率軍進攻伏尔加保加利亚，1379年率軍征服西維利亞，又於1380年參與库里科沃之战。